# فيرا الخوري
فيرا الخوري لاكويه (1959) هي دبلوماسية لبنانية المولد ومحاضرة في القانون الدولي. وهي مستشارة في وزارة الثقافة اللبنانية وعضو في "فريق المستشارين المستقل" (ITA) الذي أنشأه المجلس الاقتصادي والاجتماعي التابع للأمم المتحدة (ECOSOC). ومحاضرة في القانون الدولي في كلية السوربون للقانون في باريس.وفي نوفمبر 2023 رئيسة للمجلس التنفيذي لليونيسكو.

## حياتها
ولدت فيرا الخوري في بيروت عام 1959 لجورج وإلهام الخوري. حصلت على درجة البكالوريوس في العلوم السياسية من الجامعة الأمريكية في بيروت، وحاصلة على درجة الماجستير في شؤون الشرق الأدنى من جامعة نيويورك. وهي تتقن اللغات العربية والإنجليزية والفرنسية. 